# Élisabeth Filhol

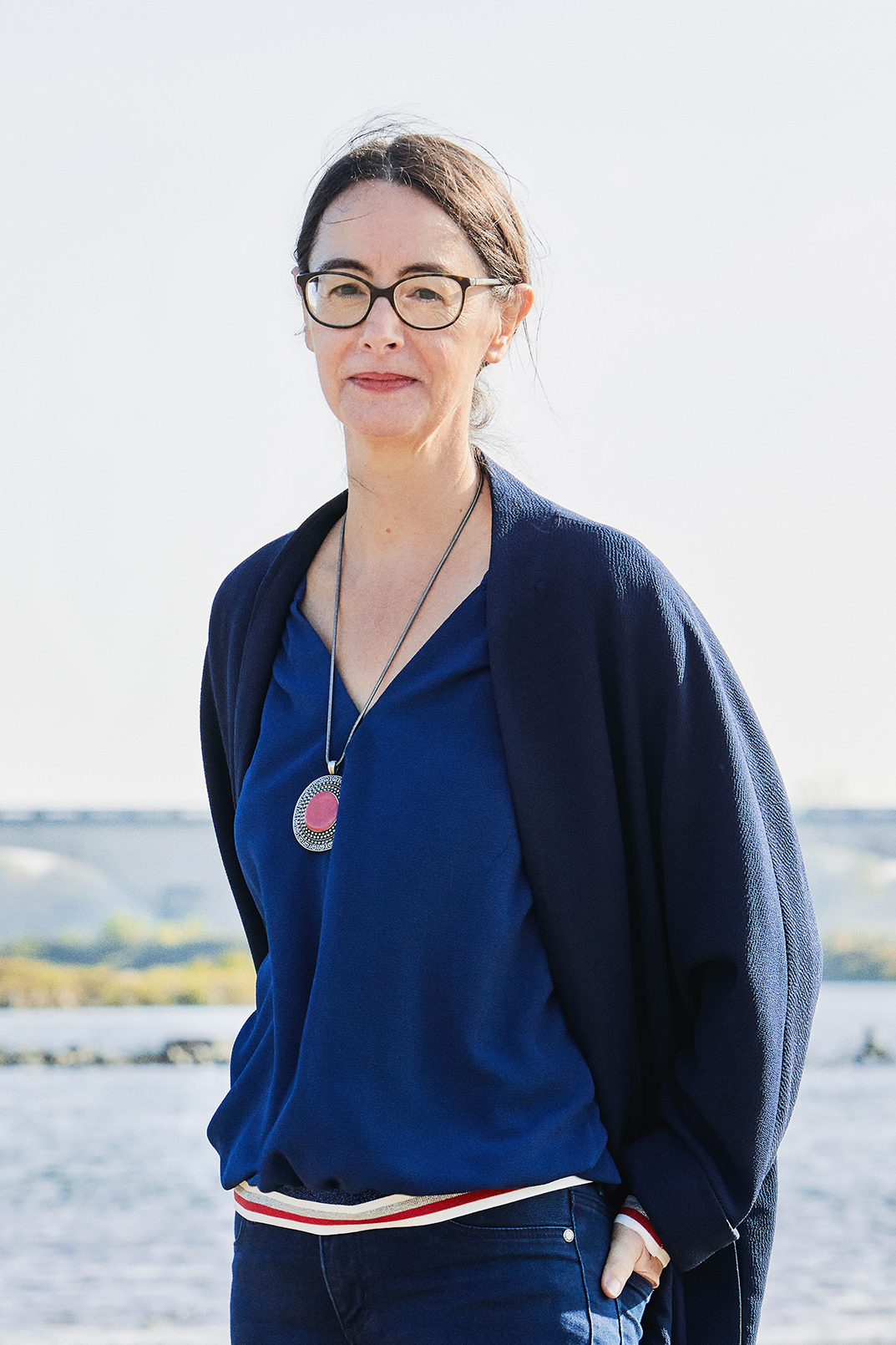
Élisabeth Filhol, 2018

Élisabeth Filhol (* 1. Mai 1965 in Mende, Département Lozère, Frankreich) ist eine französische Wirtschaftswissenschaftlerin und Romanautorin.

## Leben
Filhol studierte Wirtschaftswissenschaften an der Universität Paris-Dauphine und arbeitet heute (2011) in den Bereichen Jahresabschluss, Finanzbuchhaltung, Finanzanalyse und berät Unternehmen in Bezug auf Betriebsräte (französisch: comités d’entreprises). Ihr Erstlingswerk war 2010 der Roman La Centrale, der sich mit dem Thema der Zeitarbeiter in der französischen Atomindustrie befasst. Grundlage waren ihre Beobachtungen beim Kernkraftwerk Chinon im Département Indre-et-Loire und dem Kernkraftwerk Blayais in Blaye im Département Gironde.
Filhol lebt in Angers, Département Maine-et-Loire.

## Auszeichnung
- 2010: Prix France Culture/Télérama für La Centrale

## Veröffentlichungen
- La Centrale, Éditions P.O.L., Paris 2010, ISBN 978-2-84682-342-5.
  - Der Reaktor. Roman. Übersetzung Cornelia Wend. Edition Nautilus, Hamburg 2011, ISBN 978-3-89401-740-8.
- Bois II, Éditions P.O.L., Paris 2014, ISBN 978-2-8180-2045-6.
- Doggerland. Paris : Éditions P.O.L, 2019
  - Doggerland. Übersetzung Cornelia Wend. Hamburg : Edition Nautilus, 2020

## Hörspiel
2012 wurde Der Reaktor in der Bearbeitung von Ben Neumann vom SWR (unter anderem mit Bernhard Schütz und Matthias Buss) vertont. Regie: Christoph Kalkowski, Musik: Vredeber Albrecht